# Panzer-Lehr-Division

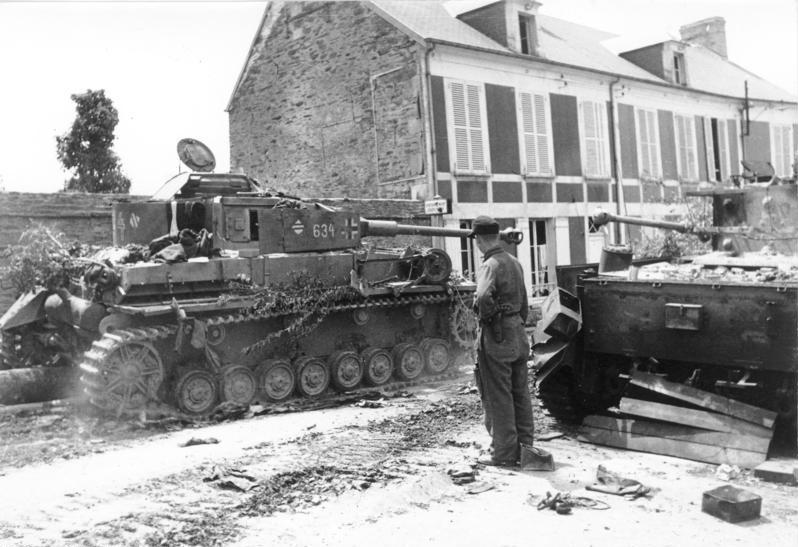
Een Panzer IV tank van de Panzer-Lehr-Division te Villers-Bocage

De Panzer-Lehr-Division was een elite pantserdivisie van de Wehrmacht gedurende de Tweede Wereldoorlog.

## Geschiedenis
De pantserdivisie werd in januari 1944 in Frankrijk bij Lunéville-Verdun opgericht. De manschappen kwamen uit de beide opleidingseenheden voor pantsertroepen in Bergen en Krampnitz. Als enige divisie van de Duitse Wehrmacht was zij, met uitzondering van delen van de artillerieregimenten, volledig bepantserd. Men spreekt over volledig gemechaniseerd, in tegenstelling tot gemotoriseerd.
De eerste inzet voerde de divisie naar Wenen, waar zij op 18 maart 1944 aankwam. Dit omdat Adolf Hitler bang was dat Hongarije onder Horthy uit de as zou kunnen stappen. Als drukmiddel werd daarom de Panzer-Lehr-Division daarheen verplaatst. Al in mei kwam het nieuwe bevel, waarin de divisie naar Noord-Frankrijk werd gestuurd, omdat ter voorbereiding op de verwachte geallieerde invasie een versterking van de Duitse troepen in dat gebied verstandig was.
Op 6 juni 1944 ("D-Day") was de Panzer-Lehr-Division 60 kilometer noordwestelijk van Le Mans in Nogent-le-Rotrou. Op dat moment beschikte zij over onder meer de volgende pantservoertuigen:
- Panzer-Lehr-Regiment 130: 101 Panzer IV, 89 Panzer V (Panther)
- Panzerjäger-Lehr-Abteilung: 31 Jagdpanzer IV/L48
- Panzercompagnie (Fkl) 316: 9 Sturmgeschütze III

Bij de 150 kilometer lange tocht naar het geallieerde bruggenhoofd leed ze door de luchtaanvallen grote verliezen. Aan het front nam zij deel aan de Slag om Caen, Bayeux, Tilly-sur-Seulles en Saint-Lô. Hierbij verloor zij tot midden juni 1944 5.400 soldaten, 160 officieren en 124 van haar 190 tanks, ongeveer 65 procent van haar oorspronkelijke sterkte.

## Ardennenoffensief
Na een reorganisatie en aanvulling van de divisie in Heilbronn en Paderborn nam het grootste deel van haar eenheden deel aan het Ardennenoffensief.
Tijdens het Ardennenoffensief nam de divisie deel aan de Slag om Bastenaken (ongeveer 20 - 27 december 1944). Hierbij konden ze tot Rochefort oprukken. Hoge verliezen en sterke tegenstand dwongen de divisie zich echter terug te trekken in het Roergebied. In de daar ontstane Ruhrkessel capituleerde op 15 april 1945 het grootste resterende deel van de divisie. Van haar oorspronkelijke troepensterkte waren op dat moment nog slechts 2.460 soldaten, 8 tanks en 50 pantservoertuigen over. Kleinere onderdelen lukte het nog naar het oosten uit te breken. Zij vochten later nog in de buurt van Peine, oostelijk van Hannover.

## Oostfront
Van het Panzer-Lehr-Regiment 130 nam alleen het tweede bataljon aan het Ardennenoffensief deel.
Het eerste bataljon van het Panzer-Lehr-Regiment 130 kreeg in november 1944 60 nieuwe Panzer V "Panther" tanks. Zij werd midden december 1944 naar het oostfront gestuurd, naar Hongarije. Daar namen zij tot begin januari 1945 deel aan de Slag om Boedapest.
Na de verplaatsing van het eerste gedeelte naar Duitsland, begin 1945, werden de tweede en vierde compagnie en de afdelingsstaf weer met nieuwe tanks uitgerust. Midden februari 1945 werden deze eenheden naar hun divisie aan het westfront gestuurd. De eerste compagnie van de eerste afdeling daarentegen kregen eind maart 1945 10 nieuwe Panzer V Panthers met infrarood-nachtzicht apparatuur. Zij werden ingedeeld bij tankbataljon 5 van de 25. Panzer-Grenadier-Division, die aan het oostfront lag. Hier nam de eerste compagnie midden april 1945 onder andere deel aan de Slag om de Seelower Hoogte in de regio Wriezen.

## Onderdelen / slagorde
- Panzer-Lehr-Regiment 130
- Panzergrenadier-Lehr-Regiment 901
- Panzergrenadier-Lehr-Regiment 902
- Panzer-Artillerie-Regiment 130
- Feldersatz-Bataillon 130
- Panzeraufklärungs-Lehr-Abteilung 130
- Heeres-Flak-Artillerie-Abteilung 311
- Panzerjäger-Abteilung 130
- Panzer-Lehr-Pionier-Bataillon 130
- Panzernachrichten-Abteilung 130
- Panzer-Versorgungstruppen 130

## Commandanten
| Rang               | Naam                     | Begin            | Eind             |
| ------------------ | ------------------------ | ---------------- | ---------------- |
| Generaal-majoor    | Fritz Bayerlein          | 10 januari 1944  | 8 juni 1944      |
| Generaal-majoor    | Hyazinth Graf Strachwitz | 8 juni 1944      | 23 augustus 1944 |
| Kolonel            | Rudolph Gerhardt         | 23 augustus 1944 | 8 september 1944 |
| Kolonel            | Paul Freiherr von Hauser | 8 september 1944 | ? september 1944 |
| Luitenant-generaal | Fritz Bayerlein          | ? september 1944 | 15 januari 1945  |
| Generaal-majoor    | Horst Niemack            | 15 januari 1945  | 3 april 1945     |
| Kolonel            | Paul Freiherr von Hauser | 3 april 1945     | 15 april 1945    |

## Weblinks
- (en) History of the German Armored Forces 1939 – 1945